# Primera División de Chile 1986
El Campeonato Nacional de Primera División de 1986 fue el torneo disputado en la 54.ª temporada de la máxima categoría del fútbol profesional chileno.
El torneo consistió en un campeonato a dos ruedas con un sistema de todos contra todos. Contó con la participación de 18 equipos, dos menos que en 1985, entre los que finalmente se consagró campeón Colo-Colo, institución que obtuvo el décimo quinto campeonato de su historia, luego de superar a Palestino, en un encuentro de definición. 
Siguiendo con la política de reducción de equipos en Primera División, establecida por la Asociación Central de Fútbol un año atrás, descendieron a la Segunda División para el siguiente año, los equipos de Unión San Felipe, Audax Italiano y Magallanes, lo cual había sido la participación final de este último en Primera División, hasta su regreso en 2023.

## Equipos por región
| Región               | N.º | Equipos |
| -------------------- | --- | --- |
| Región Metropolitana | 7   | Audax Italiano, Colo-Colo, Magallanes, Palestino, Unión Española, Universidad Católica y Universidad de Chile |
| Biobío               | 4   | Deportes Concepción, Fernández Vial, Huachipato y Naval                                                       |
| Valparaíso           | 3   | Everton, San Luis y Unión San Felipe                                                                          |
| Tarapacá             | 1   | Deportes Iquique                                                                                              |
| Antofagasta          | 1   | Cobreloa |
| Atacama              | 1   | Cobresal |
| Maule                | 1   | Rangers |

## Tabla final
| Pos | Equipo               | PJ | PG | PE | PP | GF | GC | Dif | Pts |
| --- | -------------------- | -- | -- | -- | -- | -- | -- | --- | --- |
| 1   | Colo-Colo            | 34 | 19 | 10 | 5  | 49 | 23 | 26  | 48  |
| 2   | Palestino            | 34 | 18 | 12 | 4  | 63 | 42 | 21  | 48  |
| 3   | Cobreloa             | 34 | 15 | 14 | 5  | 53 | 28 | 25  | 44  |
| 4   | Cobresal             | 34 | 13 | 14 | 7  | 53 | 35 | 18  | 40  |
| 5   | Huachipato           | 34 | 15 | 10 | 9  | 50 | 38 | 12  | 40  |
| 6   | Universidad Católica | 34 | 15 | 8  | 11 | 56 | 41 | 15  | 38  |
| 7   | Naval                | 34 | 12 | 14 | 8  | 41 | 35 | 6   | 38  |
| 8   | Universidad de Chile | 34 | 14 | 7  | 13 | 41 | 40 | 1   | 35  |
| 9   | Deportes Concepción  | 34 | 10 | 15 | 9  | 40 | 44 | -4  | 35  |
| 10  | San Luis             | 34 | 7  | 17 | 10 | 39 | 43 | -4  | 31  |
| 11  | Deportes Iquique     | 34 | 8  | 15 | 11 | 35 | 44 | -9  | 31  |
| 12  | Fernández Vial       | 34 | 7  | 16 | 11 | 34 | 37 | -3  | 30  |
| 13  | Unión Española       | 34 | 9  | 12 | 13 | 45 | 51 | -6  | 30  |
| 14  | Everton              | 34 | 6  | 17 | 11 | 33 | 38 | -5  | 29  |
| 15  | Rangers              | 34 | 6  | 17 | 11 | 33 | 42 | -9  | 29  |
| 16  | Unión San Felipe     | 34 | 8  | 13 | 13 | 37 | 50 | -13 | 29  |
| 17  | Audax Italiano       | 34 | 4  | 11 | 19 | 28 | 70 | -42 | 19  |
| 18  | Magallanes           | 34 | 5  | 8  | 21 | 38 | 67 | -29 | 18  |

PJ=Partidos jugados; PG=Partidos ganados; PE=Partidos empatados; PP=Partidos perdidos; GF=Goles a favor; GC=Goles en contra; Dif=Diferencia de gol; Pts=Puntos
|  | Juega final por el campeonato            |
|  | Clasifica a la Liguilla Pre-Libertadores |
|  | Desciende a Segunda División             |

## Final por el campeonato
Debido a la igualdad de puntaje en el primer lugar, debió jugarse un partido de desempate entre Colo-Colo y Palestino.

| 28 de enero de 1987 | Colo-Colo                       | 2:0 (0:0) | Palestino | Estadio Nacional, Santiago                                              |                                                                         |
|                     | Jaime Vera 66' · Hugo Rubio 89' | Reporte   |           | Asistencia: 73.967 espectadores Árbitro(s): Salvador Imperatore (Chile) | Asistencia: 73.967 espectadores Árbitro(s): Salvador Imperatore (Chile) |

|       | Guardameta     | Roberto Rojas    |     |
|       | Defensa        | Alfonso Neculñir |     |
|       | Defensa        | Fernando Astengo |     |
|       | Defensa        | Óscar Rojas      |     |
|       | Defensa        | Luis Hormazábal  |     |
|       | Centrocampista | Jaime Pizarro    |     |
|       | Centrocampista | Hugo Bello       |     |
|       | Centrocampista | Jaime Vera       |     |
|       | Delantero      | Hebert Revetria  |     |
|       | Delantero      | Juan Gutiérrez   | 78' |
|       | Delantero      | Hugo Rubio       |     |
| D. T. | D. T.          | Arturo Salah     |     |

|       | Guardameta     | Marco Cornez        |     |
|       | Defensa        | Marco Opazo         |     |
|       | Defensa        | Ricardo Toro        |     |
|       | Defensa        | Carlos Soto         |     |
|       | Defensa        | Mario Salinas       | 66' |
|       | Centrocampista | Rodolfo Dubó        |     |
|       | Centrocampista | Luis Rojas          |     |
|       | Centrocampista | Leonardo Montenegro |     |
|       | Delantero      | Oscar Fabbiani      |     |
|       | Delantero      | Cristian Olguin     | 74' |
|       | Delantero      | Julio Osorio        |     |
| D. T. | D. T.          | Orlando Aravena     |     |

|  | Defensa | Hugo González | 78' |

|  | Delantero      | Wilson Miranda | 66' |
|  | Centrocampista | Alfredo Núñez  | 74' |

| 66' · 89' | Jaime Vera Hugo Rubio |  |

| Principal  | Salvador Imperatore |
| Asistentes | Enrique Marín       |
|            | Gastón Castro       |

|       | Guardameta     | Roberto Rojas    |     |
|       | Defensa        | Alfonso Neculñir |     |
|       | Defensa        | Fernando Astengo |     |
|       | Defensa        | Óscar Rojas      |     |
|       | Defensa        | Luis Hormazábal  |     |
|       | Centrocampista | Jaime Pizarro    |     |
|       | Centrocampista | Hugo Bello       |     |
|       | Centrocampista | Jaime Vera       |     |
|       | Delantero      | Hebert Revetria  |     |
|       | Delantero      | Juan Gutiérrez   | 78' |
|       | Delantero      | Hugo Rubio       |     |
| D. T. | D. T.          | Arturo Salah     |     |

|       | Guardameta     | Marco Cornez        |     |
|       | Defensa        | Marco Opazo         |     |
|       | Defensa        | Ricardo Toro        |     |
|       | Defensa        | Carlos Soto         |     |
|       | Defensa        | Mario Salinas       | 66' |
|       | Centrocampista | Rodolfo Dubó        |     |
|       | Centrocampista | Luis Rojas          |     |
|       | Centrocampista | Leonardo Montenegro |     |
|       | Delantero      | Oscar Fabbiani      |     |
|       | Delantero      | Cristian Olguin     | 74' |
|       | Delantero      | Julio Osorio        |     |
| D. T. | D. T.          | Orlando Aravena     |     |

|  | Defensa | Hugo González | 78' |

|  | Delantero      | Wilson Miranda | 66' |
|  | Centrocampista | Alfredo Núñez  | 74' |

| 66' · 89' | Jaime Vera Hugo Rubio |  |

| Principal  | Salvador Imperatore |
| Asistentes | Enrique Marín       |
|            | Gastón Castro       |

|       | Guardameta     | Roberto Rojas    |     |
|       | Defensa        | Alfonso Neculñir |     |
|       | Defensa        | Fernando Astengo |     |
|       | Defensa        | Óscar Rojas      |     |
|       | Defensa        | Luis Hormazábal  |     |
|       | Centrocampista | Jaime Pizarro    |     |
|       | Centrocampista | Hugo Bello       |     |
|       | Centrocampista | Jaime Vera       |     |
|       | Delantero      | Hebert Revetria  |     |
|       | Delantero      | Juan Gutiérrez   | 78' |
|       | Delantero      | Hugo Rubio       |     |
| D. T. | D. T.          | Arturo Salah     |     |

|       | Guardameta     | Marco Cornez        |     |
|       | Defensa        | Marco Opazo         |     |
|       | Defensa        | Ricardo Toro        |     |
|       | Defensa        | Carlos Soto         |     |
|       | Defensa        | Mario Salinas       | 66' |
|       | Centrocampista | Rodolfo Dubó        |     |
|       | Centrocampista | Luis Rojas          |     |
|       | Centrocampista | Leonardo Montenegro |     |
|       | Delantero      | Oscar Fabbiani      |     |
|       | Delantero      | Cristian Olguin     | 74' |
|       | Delantero      | Julio Osorio        |     |
| D. T. | D. T.          | Orlando Aravena     |     |

|  | Defensa | Hugo González | 78' |

|  | Delantero      | Wilson Miranda | 66' |
|  | Centrocampista | Alfredo Núñez  | 74' |

| 66' · 89' | Jaime Vera Hugo Rubio |  |

| Principal  | Salvador Imperatore |
| Asistentes | Enrique Marín       |
|            | Gastón Castro       |

|       | Guardameta     | Roberto Rojas    |     |
|       | Defensa        | Alfonso Neculñir |     |
|       | Defensa        | Fernando Astengo |     |
|       | Defensa        | Óscar Rojas      |     |
|       | Defensa        | Luis Hormazábal  |     |
|       | Centrocampista | Jaime Pizarro    |     |
|       | Centrocampista | Hugo Bello       |     |
|       | Centrocampista | Jaime Vera       |     |
|       | Delantero      | Hebert Revetria  |     |
|       | Delantero      | Juan Gutiérrez   | 78' |
|       | Delantero      | Hugo Rubio       |     |
| D. T. | D. T.          | Arturo Salah     |     |

|       | Guardameta     | Marco Cornez        |     |
|       | Defensa        | Marco Opazo         |     |
|       | Defensa        | Ricardo Toro        |     |
|       | Defensa        | Carlos Soto         |     |
|       | Defensa        | Mario Salinas       | 66' |
|       | Centrocampista | Rodolfo Dubó        |     |
|       | Centrocampista | Luis Rojas          |     |
|       | Centrocampista | Leonardo Montenegro |     |
|       | Delantero      | Oscar Fabbiani      |     |
|       | Delantero      | Cristian Olguin     | 74' |
|       | Delantero      | Julio Osorio        |     |
| D. T. | D. T.          | Orlando Aravena     |     |

|  | Defensa | Hugo González | 78' |

|  | Delantero      | Wilson Miranda | 66' |
|  | Centrocampista | Alfredo Núñez  | 74' |

| 66' · 89' | Jaime Vera Hugo Rubio |  |

| Principal  | Salvador Imperatore |
| Asistentes | Enrique Marín       |
|            | Gastón Castro       |

## Campeón
|                               |
| Campeón Colo-Colo 15.º título |
|                               |

## Liguilla Pre-Libertadores
| Pos | Equipo     | PJ | PG | PE | PP | GF | GC | Dif | Pts |
| --- | ---------- | -- | -- | -- | -- | -- | -- | --- | --- |
| 1   | Cobreloa   | 3  | 2  | 1  | 0  | 5  | 3  | 2   | 5   |
| 2   | Palestino  | 3  | 1  | 1  | 1  | 4  | 4  | 0   | 3   |
| 3   | Cobresal   | 3  | 0  | 2  | 1  | 3  | 4  | -1  | 2   |
| 4   | Huachipato | 3  | 1  | 0  | 2  | 2  | 3  | -1  | 2   |

PJ=Partidos jugados; PG=Partidos ganados; PE=Partidos empatados; PP=Partidos perdidos; GF=Goles a favor; GC=Goles en contra; Dif=Diferencia de gol; Pts=Puntos
|  | Clasifica a la Copa Libertadores 1987 |

## Goleadores
| Jugador              | Equipo               | Goles |
| -------------------- | -------------------- | ----- |
| Sergio Salgado       | Cobresal             | 18    |
| Ángel Bustos         | Huachipato           | 16    |
| Juan Carlos Letelier | Cobreloa             | 14    |
| Jaime Vera           | Colo-Colo            | 14    |
| Ivo Basay            | Everton              | 13    |
| Juan Carlos Vera     | Huachipato           | 12    |
| Alfredo Nuñez        | Palestino            | 12    |
| Oscar Fabbiani       | Palestino            | 12    |
| Naín Rostión         | Unión San Felipe     | 12    |
| Miguel Ángel Neira   | Universidad Católica | 12    |
| Sandrino Castec      | Universidad de Chile | 12    |
| Juan Rojas           | Unión Española       | 12    |
| Eduardo Nazar        | Deportes Concepción  | 11    |
| Julio Osorio         | Palestino            | 11    |
| Héctor Román         | San Luis             | 11    |
| Rubén Martínez       | Cobresal             | 10    |
| Rodrigo Santander    | Fernández Vial       | 10    |

### Hat-Tricks & Pókers
Aquí se encuentra la lista de hat-tricks y póker de goles (en general, tres o más goles marcados por un jugador en un mismo encuentro) conseguidos en la temporada.
| Fecha                    | Jugador               | Goles | Partido                             |
| ------------------------ | --------------------- | ----- | ----------------------------------- |
| 13 de julio de 1986      | Franklin Lobos        | 3     | Deportes Iquique vs. Audax Italiano |
| 10 de agosto de 1986     | Ángel Bustos          | 3     | Huachipato vs. Palestino            |
| 21 de septiembre de 1986 | Juan Gutiérrez        | 3     | Colo-Colo vs. Audax Italiano        |
| 5 de octubre de 1986     | Ángel Bustos          | 3     | Huachipato vs. Audax Italiano       |
| 18 de octubre de 1986    | Cristián Olguín       | 3     | Palestino vs. Unión San Felipe      |
| 26 de octubre de 1986    | Víctor Hugo Castañeda | 3     | Huachipato vs. Deportes Concepción  |
| 12 de noviembre de 1986  | Luis Castro           | 3     | Naval vs. Everton                   |
| 3 de enero de 1987       | Juan Carlos Vera      | 3     | Everton vs. Huachipato              |